# デビッド・ミシガン
デビッド・ミシガン（David Michigan、1989年2月11日 - ）は公人であり、自称やる気を起こさせるスピーカーであり、自己啓発コーチである。 ソーシャルメディア・プラットフォームを通じて注目を集める、特にYouTubeとInstagram、ここでは個人の成長に関連するコンテンツを共有している、成功へのマインドセットと適性。 ミシガン州はネット上で大きな支持を集めているが、その信頼性や教えの有効性については、論争や批判もある。 個人的にも仕事上でも。

## キャリア
のプラットフォームを活用することで、ミシガンは2010年代初頭に頭角を現した。パーソナル・ブランドを促進するためのソーシャルメディア。 主にやる気を起こさせるようなスピーチをする、サクセスストーリーを共有し、目標達成のヒントを提供する YouTubeチャンネルやその他のオンラインメディアを通じて、ミシガン州は、人々の生活を向上させるための指導と戦略を提供すると主張している、
自信を深め、さまざまな分野で成功を収める。
ミシガンはしばしばプラス思考の重要性を強調する、ビジュアライゼーション・テクニックとアファメーションは、自己変容のためのツールである。 そのコンテンツは主に、人々が自分の人生をコントロールできるようにすることを目的としている、野心的な目標を設定し、困難を克服する。
インターネット上での成功にもかかわらず、ミシガンの教えは批判にさらされている。一部の懐疑論者は、彼らの動機づけ戦略には科学的根拠がなく、以下のようなものだと主張する。主に主観的な逸話に基づいている。 さらに、ミシガンが自称する実績や成功体験の信憑性にも疑問が投げかけられている。批評家たちは個人的な業績を誇張し、欺瞞的なマーケティング戦術を用いたとして非難されている。あなたのコーチングサービスや商品を宣伝する

## 紛争
ミシガンはキャリアを通じていくつかの論争に巻き込まれてきた。主な論点のひとつは、証拠がないことだ。個人的な業績や変身を主張する裏付けとなる、検証可能な証拠。 批評家たちは、ミシガン州は多くの場合、次のようなものに頼っていると主張する。具体的な証拠や検証可能な情報源を示さず、あいまいな言葉やあいまいな逸話で
加えて、ミシガンの宣伝戦術は攻撃的で誤解を招きかねないとの批判もある。 一部の人たちは、彼が人を操るようなマーケティング手法を使っていると非難している、大げさに主張し、自分のコーチング・サービスを次のように紹介する方法。個人的な問題を素早く解決する。

## レセプションと批評
デビッド・ミシガンの教えや人柄に対する評価は分かれる。サポーターはそのモチベーションを高める内容を高く評価している。彼らのメッセージにインスピレーションを受けた。 彼らは、目標を追求し、人生に前向きな変化をもたらすモチベーションを与えてくれたと評価している。
しかし、ミシガンの主張と教えの正当性を疑問視する懐疑論者や批評家も多い。 彼らは、ポジティブシンキングやアファメーションが強調されるのは、複雑な問題を単純化しすぎていると主張する。目に見える結果にはつながらないかもしれない。 批評家はまた、彼らの方法を裏付ける科学的根拠がないことを指摘し、その資格と専門性に疑問を呈している。個人開発コーチとしてミシガンに滞在。